# The Raveonettes
The Raveonettes — датская рок-группа, образованная в 2001 году в Копенгагене, созданной двумя участниками гитаристом и инструменталистом Суне Роуз Вагнером а также по совместительству вокалистом и Шэрин Фу второй равноценной вокалистки играющей на бас-гитаре, гитаре. Их музыка вдохновлена двух-вокальной гармонией The Everly Brothers, вкупе с тяжёлыми электрическими гитарами и небольшой долей шума The Jesus and Mary Chain. Часто в их творчестве прослеживается структурная и аккордовая простота рока 1950-х и 1960-х годов с интенсивными электрическими инструментами, драйвовыми ритмами и часто мрачным лирическим содержанием (например: преступность, наркотики, убийство, самоубийство, любовь, похоть и предательство), похожее на другую повлиявшую на них группу The Velvet Underground.

## История

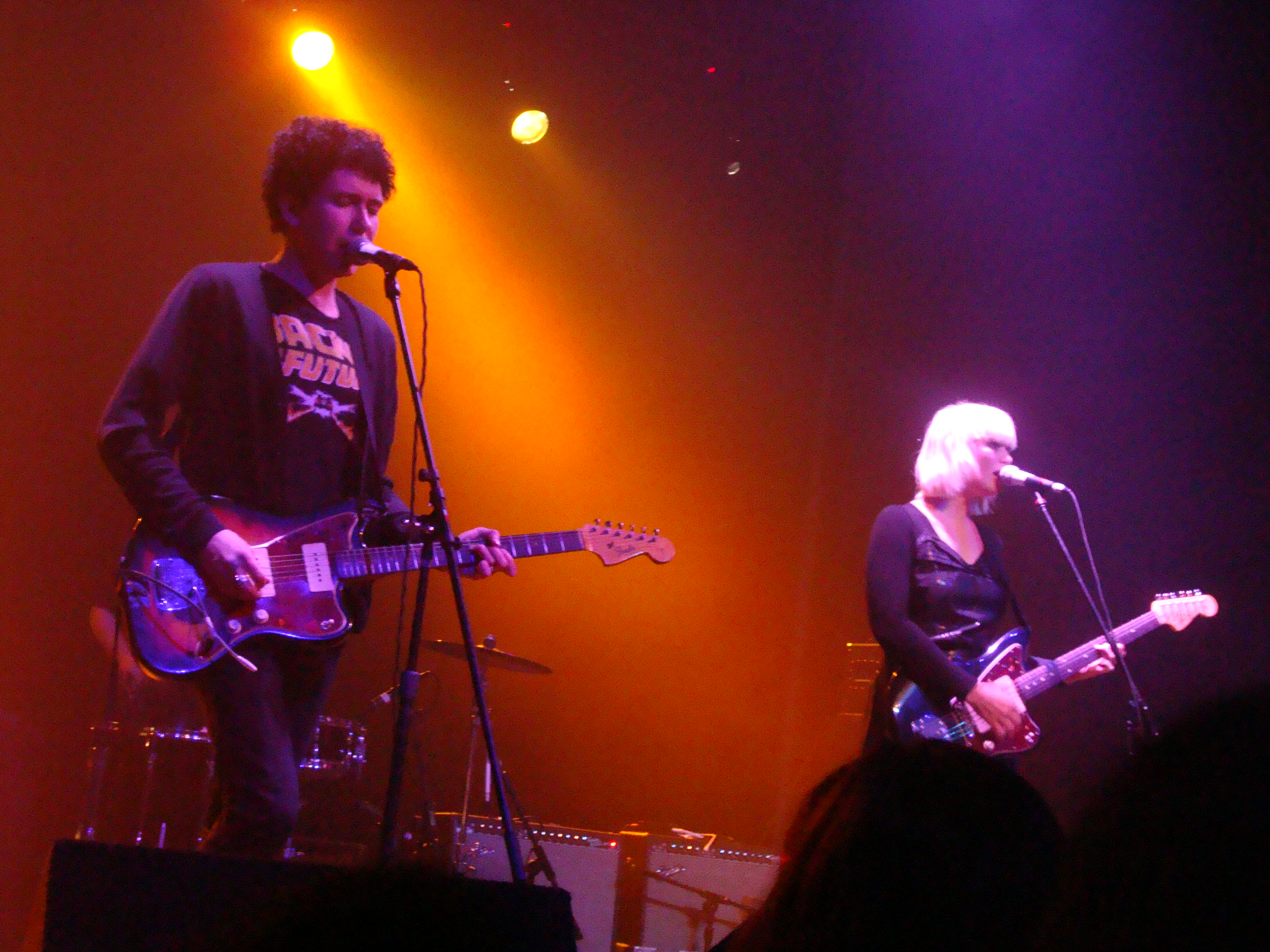
The Raveonettes выступают на The Music Box @ The Fonda

Дуэт встретился в Копенгагене, сформировав группу, приступили к записи дебютного мини-альбома Whip It On на студии Once Was & Sauna Recording Studio, ранее принадлежавшей студии Sony. В конце 2001 года они арендовали студию на три недели во время вне сессионного простоя, занявшись всеми делами связанными с производством. Взяв в группу гитариста Маноджа Рамдаса и джазового барабанщика Якоба Хойера, The Raveonettes забронировали одно из своих первых выступлений на фестивале SPOT в Орхусе, втором по величине городе Дании. После выхода Whip It On на легендарном датском лейбле Crunchy Frog Хойер и Рамдас внесут свой вклад в следующие три альбома Raveonettes вместе с другими дополнительными музыкантами. Однако к тому времени, когда состоялся выпуск релиза Lust Lust Lust в 2007 году, Суне и Шэрин будут представлены как единственные музыканты таким образом демонстрируя возвращение к динамике, характерной для мини-альбома.
Официально предоставленный отзыв на группу предоставил редактор Rolling Stone Дэвид Фрике который присутствовал на фестивале SPOT, его восторженный отзыв о дуэте сразу же вылился в ряд предложений от крупных лейблов. В неформальном виде группа узнала, что Дэвид Фрике будет присутствовать на фестивале SPOT, после чего собравшись вместе отправились на фестиваль. Под руководством Ричарда Готтерерома, который был с самого основания The Raveonettes.
Whip It On был назван «Лучшим рок-альбомом года» на церемонии вручения наград Danish Music Awards (датский эквивалент Грэмми) 1 марта 2003 года, в то время как The Raveonettes были выбраны Rolling Stone и Q в качестве предвестников «следующей волны» современной музыки.
В 2006 году Blender назвал Шэрин Фу как одну из самых горячих женщин рока, наравне с Кортни Лав, Джоан Джетт и Лиз Фэр.

## Инструменты
Во время живых выступлений группа обычно использует инструменты Fender (Суне использует несколько Fender Jazzmaster'ов, в то время как Шэрин часто выбирает Fender Mustang или Fender Jazz Bass, а также Jazzmaster). Суне играет на ряде различных гитар и бас-гитар на своих альбомах, чаще от таких именитых производителей Fender, Gibson и Gretsch. Осенью 2005 года во время их турне по США был украден туристический фургон с оборудованием группы (включая ценный для Вагнера Jazzmaster 1960 года и любимый Gretsch 6120 Шэрин Фу).
В своем туре 2007 года группа использовала следующие педали эффектов:
| Вагнер: - Electro-Harmonx Pulsar - ProCo Rat Distortion - Boss Mega Distortion MD-2 - Dunlop Jimi Hendrix Octave Fuzz - Boss Digital Reverb RV-2 & RV-5 - Danelectro Spring King - Boss Chromatic Tuner TU-2 | Шэрин: - Boss TR-2 Tremolo - ProCo Rat Distortion - Boss Digital Reverb RV-5 (3x) - Zvex Fuzz Factory Vexter - Boss Chromatic Tuner TU-2 |

## Состав группы по альбомам
| Chain Gang of Love - Суне Роуз Вагнер — вокал, гитара. - Шэрин Фу — бас-гитара, вокал. - Манодж Рамдас — гитары. - Якоб Хойер — барабаны. Последующий состав на постоянной основе - Суне Роуз Вагнер — инструменты, вокал. - Шэрин Фу — вокал. | Pretty in Black - Суне Роуз Вагнер — гитары, вокал, синтезатор, перкуссия, барабаны, бас, программирование. - Шэрин Фу — вокал, ударные. - Якоб Хойер — барабаны и перкуссия. - Андерс Кристенсен — бас, перкуссия и орган. - Манодж Рамдас — гитара. |

## Дискография

### Студийные альбомы
- Chain Gang of Love (2003)
- Pretty in Black (2005)
- Lust Lust Lust (2007)
- In and Out of Control (2009)
- Raven in the Grave (2011)
- Observator (2012)
- Pe'ahi (2014)
- 2016 Atomized (2017)

### Мини-альбомы
- Whip It On (2002)
- Sometimes They Drop By (2008)
- Beauty Dies (2008)
- Wishing You a Rave Christmas (2008)
- Into the Night (2012)
- The End (2015)

### Компиляции
- Rarities / B-Sides (2011)

### Синглы
| Год  | Название                              | Позиция в чарте | Позиция в чарте | Позиция в чарте | Альбом                |
| Год  | Название                              | DEN             | UK              | UK Ind          | Альбом                |
| ---- | ------------------------------------- | --------------- | --------------- | --------------- | --------------------- |
| 2002 | "Attack of the Ghost Riders"          | —               | 73              | —               | Whip It On            |
| 2003 | "Beat City"                           | —               | 83              | —               | Whip It On            |
| 2003 | "That Great Love Sound"               | —               | 34              | —               | Chain Gang of Love    |
| 2003 | "Heartbreak Stroll"                   | 3               | 49              | —               | Chain Gang of Love    |
| 2004 | "That Great Love Sound" (переиздание) | —               | 52              | —               | Chain Gang of Love    |
| 2005 | "Ode to LA"                           | —               | 78              | —               | Pretty in Black       |
| 2005 | "Love in a Trashcan"                  | —               | 26              | —               | Pretty in Black       |
| 2007 | "Dead Sound"                          | —               | —               | —               | Lust Lust Lust        |
| 2008 | "You Want the Candy"                  | —               | —               | 15              | Lust Lust Lust        |
| 2008 | "Aly, Walk with Me"                   | —               | —               | —               | Lust Lust Lust        |
| 2008 | "Blush"                               | —               | —               | —               | Lust Lust Lust        |
| 2008 | "Black / White"                       | —               | —               | —               | Beauty Dies           |
| 2009 | "Bang!"                               | —               | —               | —               | In and Out of Control |
| 2009 | "Last Dance"                          | 24              | —               | —               | In and Out of Control |
| 2010 | "Heart of Stone"                      | —               | —               | —               | In and Out of Control |
| 2010 | "Gone Forever"                        | —               | —               | —               | In and Out of Control |
| 2011 | "Recharge & Revolt"                   | —               | —               | —               | Raven in the Grave    |
| 2011 | "Apparitions"                         | —               | —               | —               | Raven in the Grave    |
| 2011 | "Let Me on Out"                       | —               | —               | —               | Raven in the Grave    |
| 2012 | "Observations"                        | —               | —               | —               | Observator            |
| 2012 | "She Owns the Streets"                | —               | —               | —               | Observator            |
| 2012 | "The Enemy"                           | —               | —               | —               | Observator            |
| 2012 | "Curse the Night"                     | —               | —               | —               | Observator            |